# Mallerfeldzug
Der Mallerfeldzug war eine von Alexander dem Großen im Rahmen seines Indienfeldzugs von etwa November 326 v. Chr. bis Februar 325 v. Chr. durchgeführte Militäroperation gegen den Stamm der Maller (altindisch Mālava), der am Zusammenfluss des Hydaspes, Hydraotes und Akesines im heutigen Punjab siedelte. Der Makedonenkönig eroberte mehrere Städte der Maller und wurde im Verlauf des Feldzugs durch einen Pfeilschuss lebensgefährlich verletzt, konnte aber wieder geheilt werden.

## Vorgeschichte
Nachdem Alexander der Große in seiner letzten großen Feldschlacht den indischen König Poros etwa im Mai 326 v. Chr. am Hydaspes geschlagen hatte, wurde er im Verlauf seines weiteren Vormarsches durch Indien nach Osten von seinem erschöpften Heer beim Erreichen des Hyphasis (heute Beas) zur Umkehr gezwungen. Den Rückweg wählte er südwärts in Richtung des Indischen Ozeans. Zur Erreichung dieses Ziels segelte seine Flotte zunächst im November 326 v. Chr. den Hydaspes stromabwärts bis zu dessen Einmündung in den Akesines, während der Hauptteil seiner Armee unter der Führung der bewährten Feldherren Hephaistion und Krateros entlang des linken und rechten Ufers des Hydaspes zog und die Flotte begleitete. Viele Schiffe wurden bei der Einfahrt in den Akesines durch Stromschnellen beschädigt. Hier schlug Alexander ein Lager auf, um von dieser Stelle aus den Feldzug gegen den kriegerischen Stamm der Maller vorzubereiten.

## Verlauf

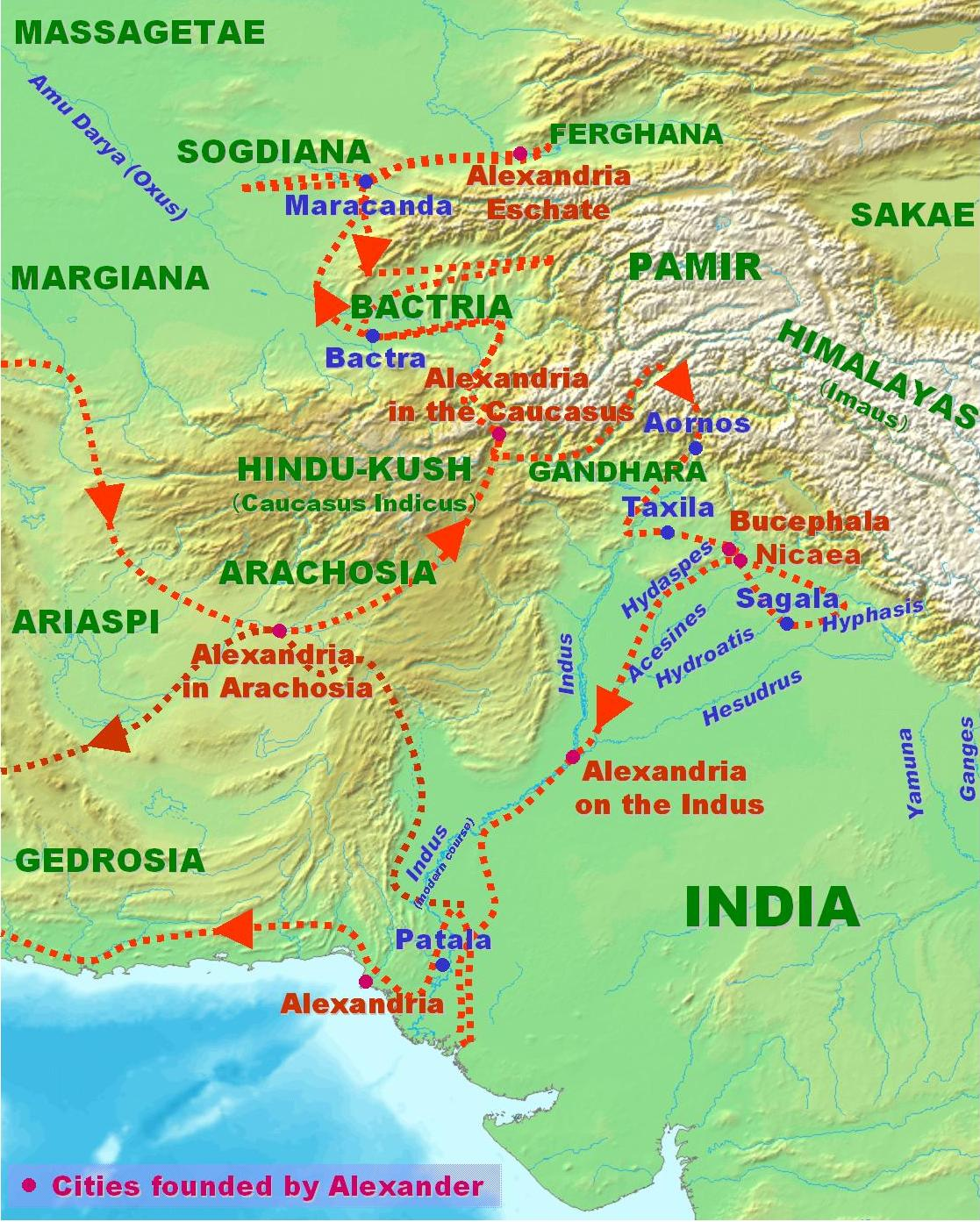
Alexanders Indienfeldzüge, mit dem Mallerfeldzug am Einfluss des Hydaspes und Hydraotes in den Akesines

Der Makedonenkönig entschloss sich zu einem schnellen Vormarsch gegen die Maller, die als einer der stärksten indischen Stämme galten und keinem König unterstanden, damit sie sich nicht zuvor mit dem kriegerisch ebenfalls starken Nachbarvolk der Oxydraker zusammenschließen konnten. Vor seinem Aufbruch zum Feldzug wies er seinen Feldherrn Ptolemaios (den späteren ägyptischen König) an, vorläufig drei Tage lang mit einer Truppeneinheit am Akesines zurückzubleiben, um die Rücklinie zu decken und etwa zum Akesines fliehenden Mallern den Weg zu versperren. Ferner sollte Hephaistion mit einem Teil des Landheers entlang des Akesines vorauseilen, um auch flussabwärts flüchtige Maller am Weitermarsch zu hindern. Nearchos erhielt den Auftrag, mit der Flotte bis zum Zusammenfluss des Hydraotes und Akesines zu segeln und dort sein neues Standlager zu errichten.
Alexander selbst ritt mit einem Kavalleriekontingent durch schwer passierbares Wüstengebiet und erreichte auf diesem unerwarteten Weg rasch das Territorium die Maller, was diese überraschte. Seine Truppen konnten einige feste Plätze der Maller erobern. Ihre Hauptstadt, die der britische Althistoriker Robin Lane Fox mit dem am Ostufer des Hydraotes gelegenen Multan identifiziert, gaben die Maller kampflos auf. Ihre Truppen, die laut dem Alexanderhistoriker Arrian angeblich 50.000 Mann stark gewesen seien, zogen sich an ein Steilufer des Hydraotes zurück. Alexander verfolgte sie mit seiner Reiterei, sah sie dann am gegenüberliegenden Flussufer und ritt mit seinen Soldaten durch eine Furt gegen die Feinde an. Seine Kavallerie reichte nicht aus, um den Kampf mit der konzentrierten Heeresmacht der Maller aufzunehmen. Daher musste er in einer Verteidigungsstellung auf die Ankunft der Infanterie warten, ehe er offensiv gegen die feindliche Streitmacht vorgehen konnte. Die Maller zogen sich in die nächstgelegene feste Stadt zurück und wurden dort von den Truppen des Makedonenkönigs eingeschlossen. Alexander gönnte seinen erschöpften Soldaten für den Rest des Tages eine Pause und führte am folgenden Tag beim Angriff auf die Stadt einen Teil des Heers an, während Perdikkas ein zweites Kontingent kommandierte. Bald konnte Alexander in die Stadt eindringen.
Viele Krieger der Maller hatten sich unterdessen während des Sturms der Stadt in die Zitadelle zurückgezogen. Alexander ließ Leitern herbeibringen, lehnte eine von ihnen selbst gegen die Burgmauer und stieg als Erster unter dem Schutz seines Schildes hinauf. Ihm folgten die Leibgardisten Peukestas und Leonnatos sowie Habreas. Der König gelangte auf die Mauerkrone und hieb die nächststehenden Maller hinunter, als die Leiter unter dem Gewicht seiner nachdrängenden Soldaten zusammenbrach. Von ihnen abgeschnitten stand er nun mit seinen wenigen Getreuen allein auf der Mauer und sprang in den Burghof hinab, um den feindlichen Geschossen zu entgehen. Mit dem Rücken zur Mauer erwehrte er sich im Nahkampf mit seinem Schwert und durch Schleudern von Steinen den anstürmenden Feinden. Seine drei Leibgardisten waren mittlerweile ebenfalls zu ihm in den Burghof hinabgesprungen und fochten an seiner Seite. Da traf ein Pfeil den König durch den Harnisch hindurch in die Brust. Dennoch kämpfte er weiter, bis er das Bewusstsein verlor.
Peukestas deckte den schwer verwundeten Alexander mit einem Schild, der angeblich aus dem Athene-Tempel von Troja stammte. Auch Leonnatos suchte den König zu schützen. Beide Leibgardisten wurden selbst verletzt. Inzwischen rammten die noch außerhalb der Zitadelle befindlichen Soldaten Alexanders Pflöcke in deren Lehmmauer, um sie beim Heraufklettern als Tritte zu benutzen, während andere schließlich das Tor der Burg aufbrechen konnten und in Massen hineinströmten. Im folgenden Kampf besetzten die Makedonen die Zitadelle. Es kam zu einem Gemetzel an den Einwohnern, bei dem nicht einmal Frauen und Kinder verschont wurden.
Die Makedonen trugen Alexander auf seinem Schild fort. Ein aus Kos stammender griechischer Arzt, der laut Arrian Kritodemos, laut dem Alexanderbiographen Quintus Curtius Rufus Kritobulos hieß, entfernte den Pfeil aus der Brustwunde des schwerverletzten Königs, der infolge des dabei erlittenen Blutverlusts erneut ohnmächtig wurde. Bald ging in seiner Armee das Gerücht um, dass Alexander gefallen sei und sie geriet in Bestürzung. Der König wurde unterdessen auf einem Schiff den Hydraotes flussab bis zu dessen Einmündung in den Akesines gerudert, wo Nearchos mit der Flotte und Hephaistion mit dem Großteil der Streitkräfte positioniert waren. Etwa eine Woche nach seiner Verwundung traf Alexander auf dem Schiff beim Akesines ein. Er lag an Deck und hob seine Hand zum Zeichen, dass er am Leben war. Das Heer jubelte, und seine Freude steigerte sich noch, als Alexander auf seinen Befehl hin ein Pferd gebracht wurde, das er bestieg. Doch wurde er dafür kritisiert, dass er sich einer solchen Gefahr ausgesetzt hatte. Das Gerücht von Alexanders angeblichem Tod hatte sich bis Baktrien und Sogdien verbreitet und die dort siedelnden Griechen zu einer Erhebung veranlasst. Als die Maller von Alexanders Genesung erfuhren, schickten sie ebenso wie die Oxydraker Gesandte, um Alexander ihre Unterwerfung anzuzeigen. Sie übergaben wertvolle Geschenke und stellten ihm Geiseln, die Alexander aber wieder zurückschickte, während er die von den Gesandten mitgebrachten 500 Streitwagen behielt.